# بادي داير
بادي داير (بالإنجليزية: Buddy Dyer)‏ هو سياسي أمريكي، ولد في 7 أغسطس 1958 في أورلاندو في الولايات المتحدة. حزبياً، نشط في الحزب الديمقراطي. وقد انتخب List of mayors of Orlando, Florida ‏.